# Veretillum
Genre
Veretillum est un genre de cnidaires, au sein de l'ordre des Pennatules et dans la famille des Veretillidae.

## Liste d'espèces
Selon World Register of Marine Species (9 janvier 2016) :
- Veretillum australis (Gray, 1870)
- Veretillum cynomorium (Pallas, 1766)
- Veretillum cynomorum (Pallas, 1766)
- Veretillum leloupi Tixier-Durivault, 1960
- Veretillum malayense Hickson, 1916
- Veretillum manillensis (Kölliker, 1872)
- Veretillum tenuis (Marshall & Fowler, 1889)
- Veretillum vanderbilti Boone, 1938

Noms en synonymie
- Veretillum elegans, un synonyme de Cavernularia elegans